# Fiesta de los Tosantos
La Fiesta de los Tosantos es una fiesta del siglo XIX originaria de Cádiz celebrada en la víspera del Día de Todos Los Santos, la cual consiste en adornar el Mercado, los puestos y su entorno.

## Origen
El origen de esta fiesta se remonta al siglo XIX debido a la actividad que vivía el mercado de Cádiz en la víspera de un día festivo, el Día de todos los Santos. El hecho de que el mercado cesase su actividad al día siguiente, provocaba que muchos gaditanos acuadieran para abastecerse de todos los alimentos necesatios para esos días.
Para atraer a más gaditanos al Mercado, en 1876 el Ayuntamiento de Cádiz decidió poner en marcha una iniciativa, la cual consistía en adornar el Mercado, los puestos y su entorno, así como la participación de una orquesta para celebrar un baile, que se llevó a cabo en la plaza Guerra Jiménez.
La iniciativo tuvo tal repercusión que muchos gaditanos y visitantes acudieron al mercado comprando toda la mercancía a la venta. En el año 1977 se empezó a realizar un concurso, el cual premiaba a los tenderos más creativos y originales.
Cabe destacar la presencia de la ironía gaditana, ya que los puestos son adornados satirizando los últimos acontecimientos políticos y sociales, así como manifestaciones culturales.

## La Fiesta de los Tosantos en la actualidad
Es tradición en la ciudad de Cádiz celebrar la Festividad de todos los Santos en el mes de noviembre. Asodemer junto a la Delegación Municipal de Fiestas y Mercados son los encargados de organizar el Concurso de Exornos de Puestos en el Mercado Municipal.
Cada año, diferentes puestos del Mercado de la ciudad se inscriben en este concurso. La programación de esta festividad se presenta, junto con un cartel y un programa de mano con fotografía del puesto que obtuvo el primer premio el año anterior. Se selecciona un jurado el cual otorga tres premios en cada una de las modalidades:
- Modalidad Pescados
- Modalidad Carnes
- Modalidad Verduras
- Modalidad Frutas
- Modalidad Varios